# پاسکال رنیه
پاسکال رنیه (انگلیسی: Pascal Renier؛ زادهٔ ۳ اوت ۱۹۷۱) بازیکن فوتبال اهل بلژیک بود.
از باشگاه‌هایی که در آن بازی کرده‌است می‌توان به باشگاه فوتبال تروا، باشگاه فوتبال مشلان، باشگاه فوتبال زولته وارخم، باشگاه فوتبال وسترلو، باشگاه فوتبال استاندارد لیژ، و باشگاه فوتبال کلوب بروژ اشاره کرد.
وی همچنین در تیم ملی فوتبال بلژیک بازی کرده‌است.